# Ross 308
Le Ross 308 est une variété de poulet de chair créée par Aviagen .

## Histoire
Cette variété de poulet de chair est développée par l'entreprise Aviagen, à destination du marché européen. Sa commercialisation a été lancée en Inde par l'entreprise Suguna. 
En 2005, ce poulet est la variété la plus répandue de poulet de chair.

## Caractéristique
Le Ross 308 est caractérisé par une croissance très rapide. Il est en effet sélectionné pour atteindre son poids d'abattage en 41 jours. À 32 jours, il pèse en moyenne 1815 g et à 42 jours, il atteint un poids corporel moyen de 2229,9 g. Le poids de la carcasse éviscérée est alors en moyenne de 1697 g, avec 46,7 % de muscles, 11, % de peau et de graisses, et les os représentant les 42,5 % restants.

## Problèmes de santé
Le Ross 208 a une longévité réduite. Diverses associations de bien-être animal soulignent les problèmes posés par la croissance rapide du Ross 308, notamment au niveau du cœur et de la structure osseuse. D'après Connor Jackson, directeur général d'Open Cages, cette croissance très rapide condamne l'animal à grandir plus vite que son corps ne peut le supporter. Plusieurs tournages secrets montrent des poulets qui rencontrent des difficultés pour marcher, et / ou qui meurent d'insuffisance cardiaque,.
Le poulet Ross 308 peut aussi souffrir de problèmes au niveau de ses pattes, notamment de nécroses de la tête fémorale, qui entraîne des boiteries.